# Млет
Млет (на хърватски: Mljet; на италиански: Meleda; на латински: Melita) е най-южният от големите далматински острови в Хърватия.
Площта на острова е 100,41 км², дължината му – 37 км, а ширината – 3 км. Дължината на бреговата му ивица – 131,3 км. Остров Млет е най-южният и най-източният от големите адриатически острови . Той е и най-залесеният сред хърватските острови (72% от площта е покрита с гора). .